# La Perle

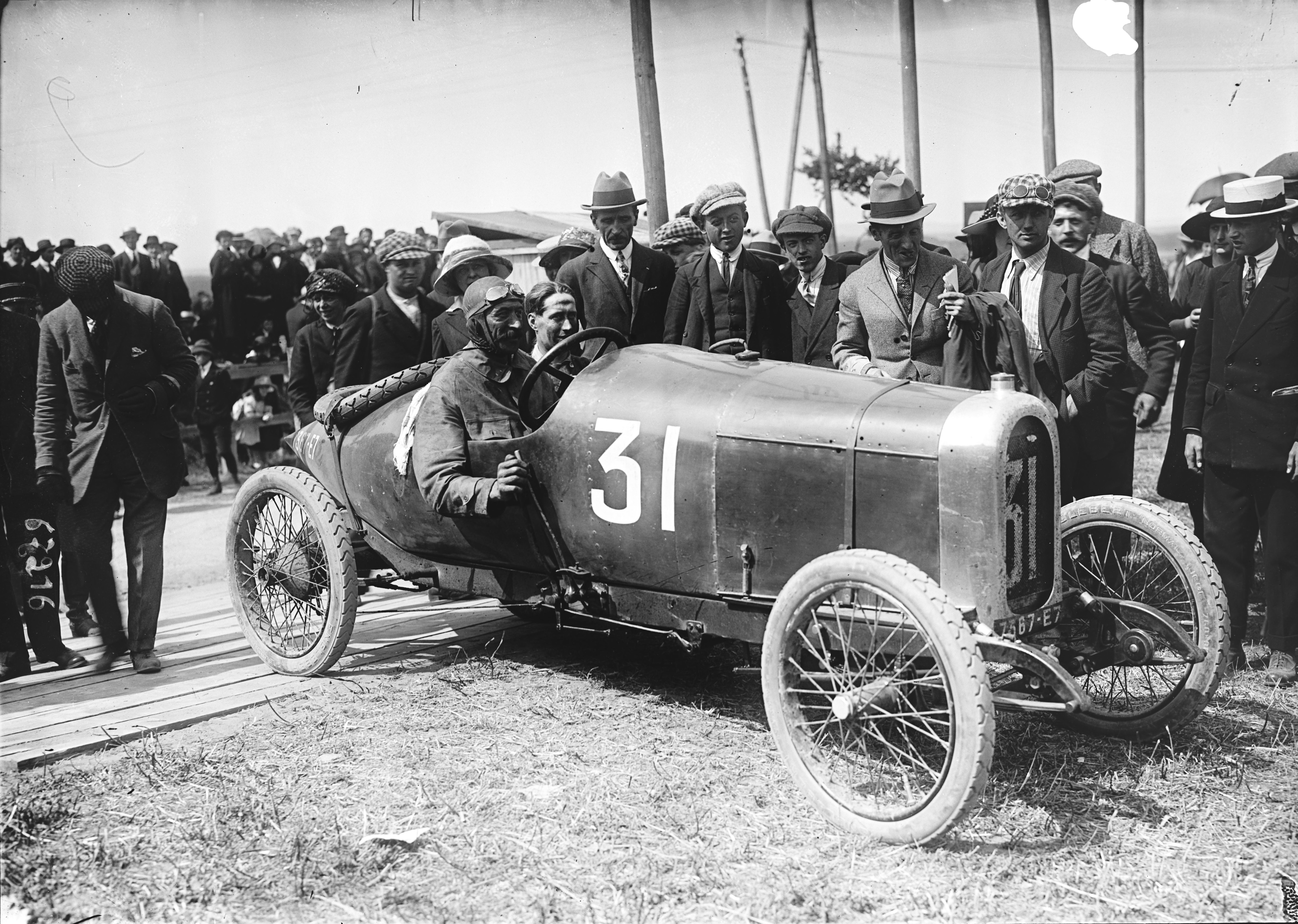
Louis Lefèvre auf La Perle beim Grand Prix de Boulogne 1921

La Perle war eine französische Automarke.

## Unternehmensgeschichte
Das Unternehmen Louis Lefèvre aus Boulogne-sur-Seine begann 1913 mit der Produktion von Automobilen. 1927 endete die Produktion.

## Fahrzeuge
Das erste Modell, das bis 1914 hergestellt wurde, war ein Cyclecar. Für den Antrieb sorgte ein Zweizylindermotor mit 1060 cm³ Hubraum von Automobiles Bignan. Das Fahrzeug gab es auch mit einem Vierzylindermotor mit 1420 cm³ Hubraum; dann galt das Fahrzeug nicht mehr als Cyclecar. Das Fahrgestell stammte von Malicet & Blin.
Nach dem Ersten Weltkrieg entstanden Sportwagen. Zur Wahl standen ein Vierzylindermotor von Bignan mit 1400 cm³ Hubraum sowie ein Sechszylindermotor mit 1500 cm³ Hubraum.
Die Angaben zu den produzierten Stückzahlen schwanken zwischen 75 und 300 Vierzylindermodellen sowie zwischen 10 und 75 Sechszylindermodellen.
Ein Fahrzeug von 1923 existiert noch.